# 煎餅

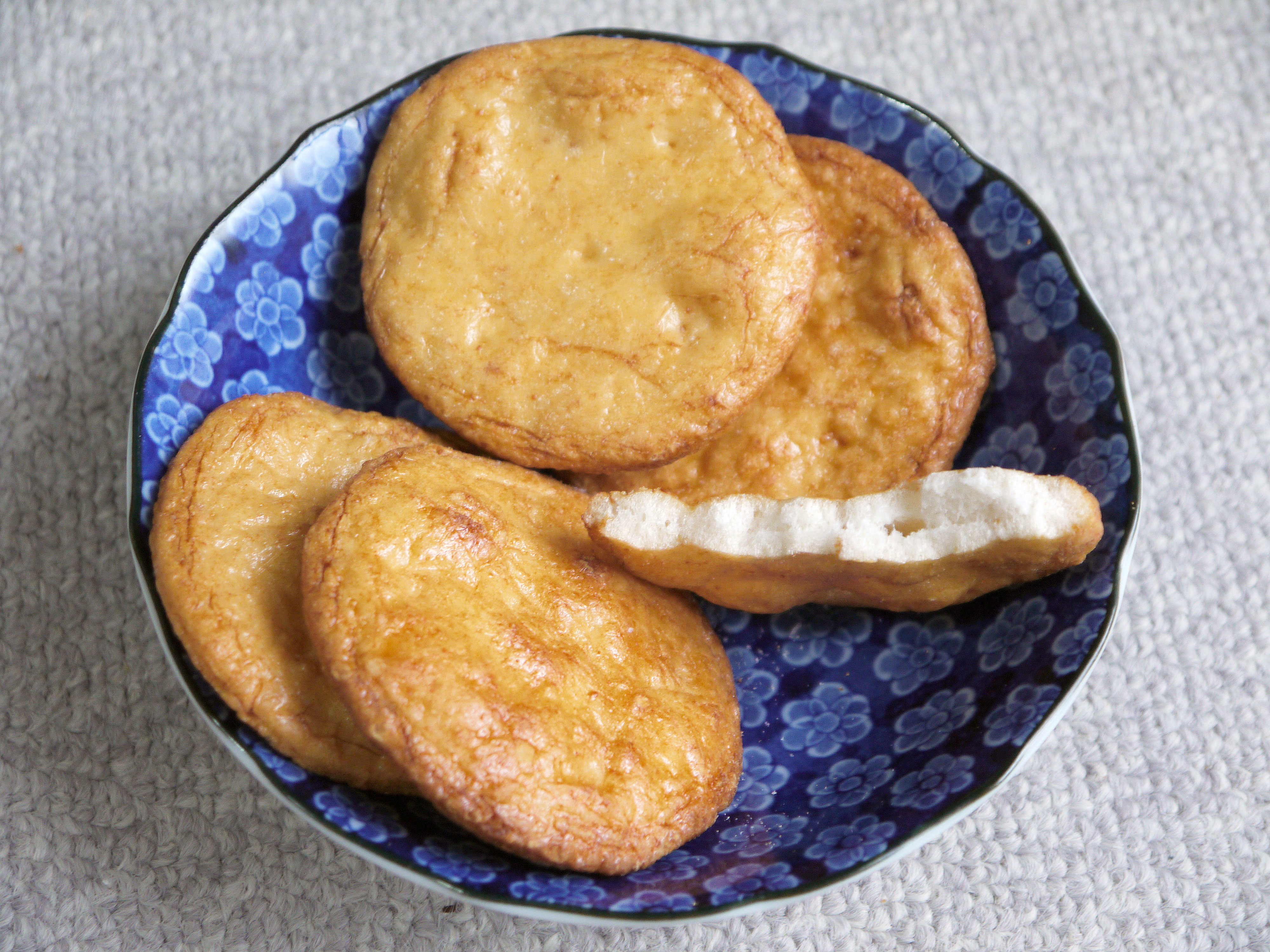
日本の煎餅とその断面

煎餅（せんべい、英: rice cracker）とは、米粉や小麦粉などを練り、薄くのばし鉄板などで焼いた菓子。多くは薄く丸い形状をしている。

## 種類

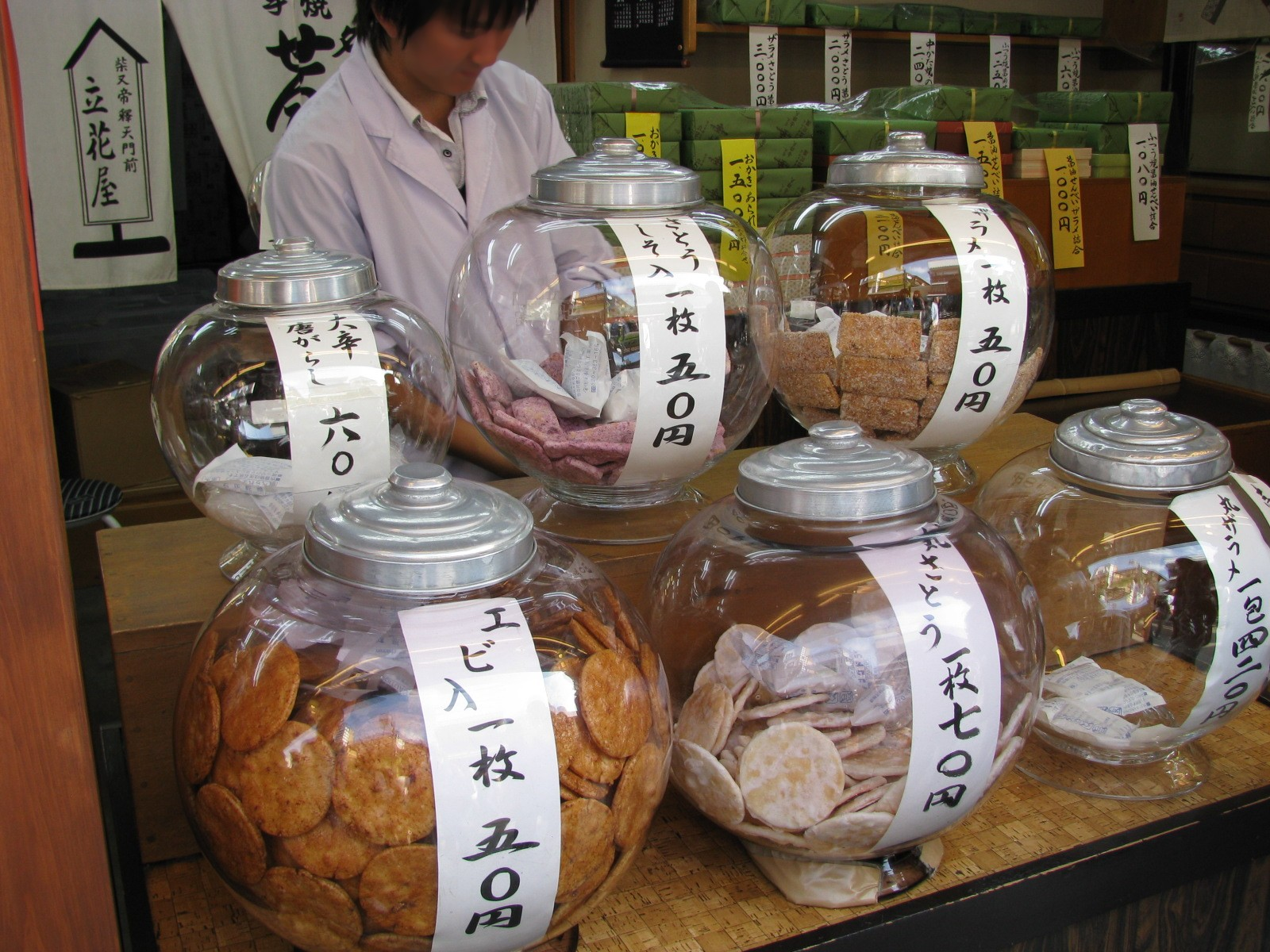
煎餅屋

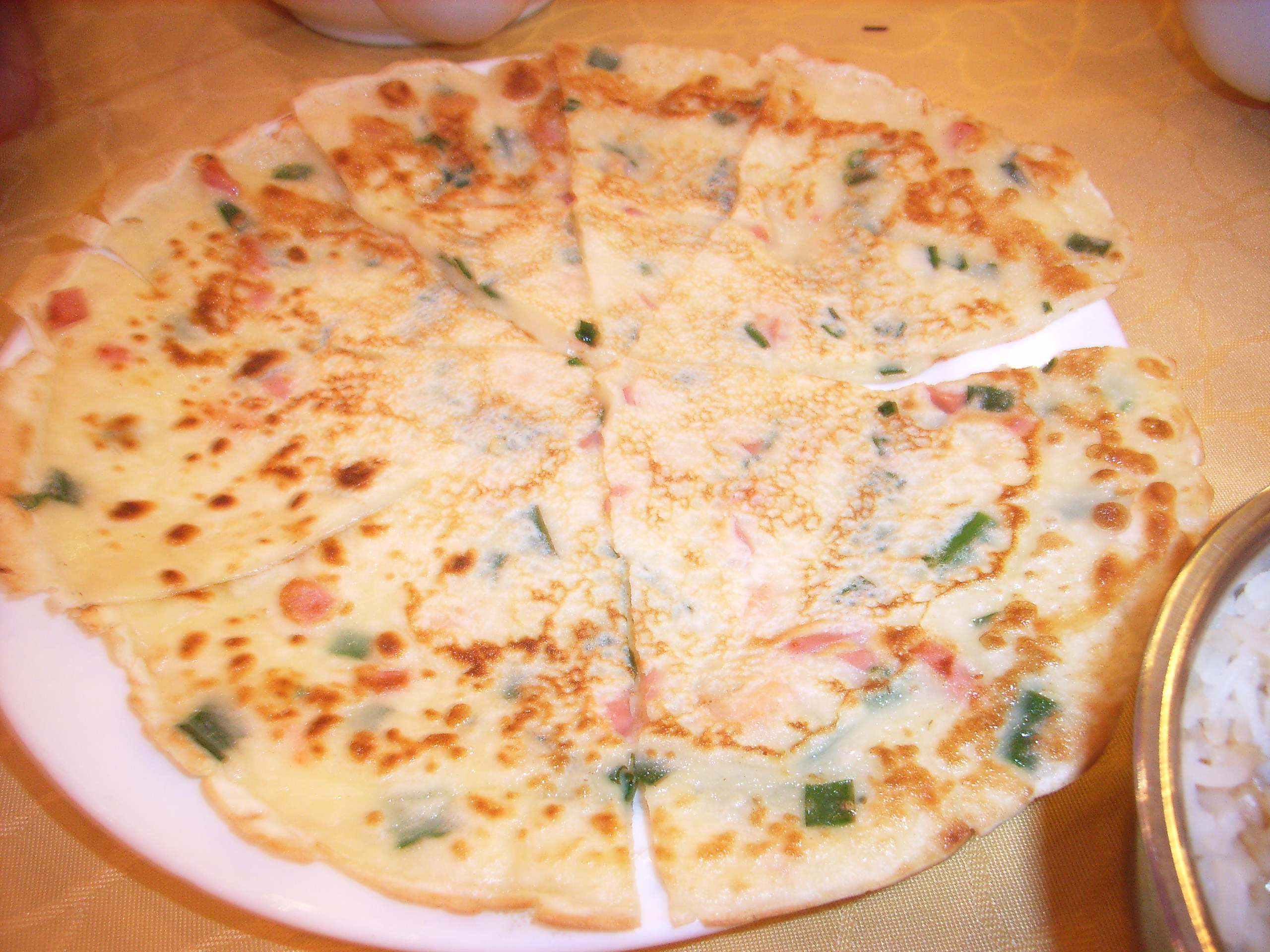
中華圏の煎饼（ジエンビン）

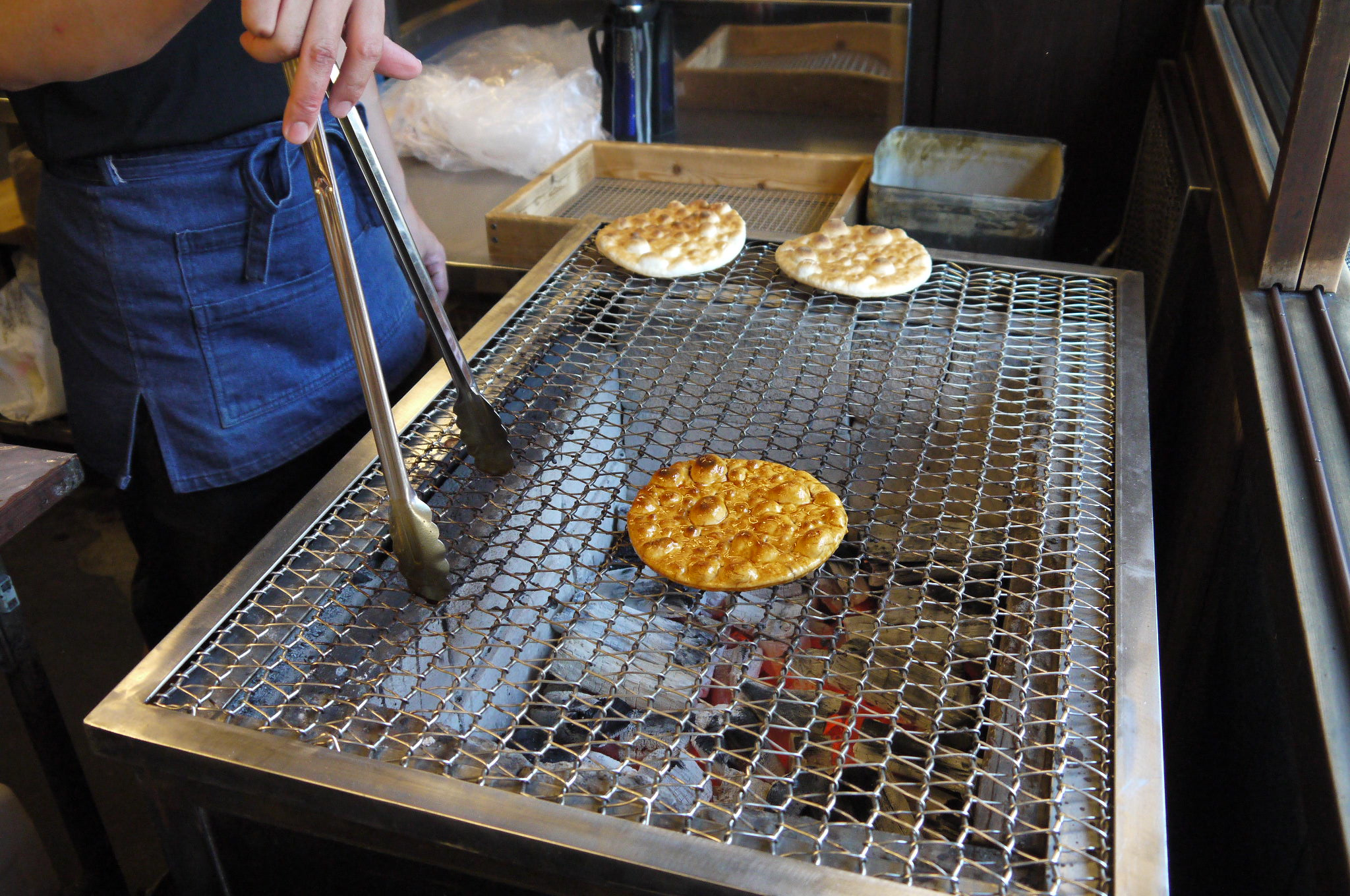
煎餅を焼く

小麦粉を主材にするものと米粉を主材にするものとに大別される。日本食品標準成分表ではそれぞれ小麦粉を用いたものを｢小麦粉せんべい｣、米を用いたものを｢米菓｣に分類する。
小麦粉を原料とする小麦粉せんべい（小麦粉煎餅）には、磯部せんべい、かわらせんべい、巻せんべい、南部せんべいなどがある。小麦粉をこね、砂糖、調味料、香味料などを加えて鉄の型に入れて焼いたものである。
一方、うるち米を原料とするせんべい類は米菓に分類される。うるち米を原料として、米を搗（つ）いた後すぐに成型し、乾燥させて焼いたものである。全国米菓工業組合の分類では「せんべい類」は、焼きせんべいと揚げせんべいに分類され、さらに焼きせんべいは草加型（かため）、新潟型（ソフト）、ぬれせんべいに分類している。伝統的な草加型のせんべいは堅焼きで腹持ちの良さを特徴とするのに対し、1960年代以降に開発された新潟型はソフトな食感で腹にたまらず連食性を高めている点を特徴とする。醤油や塩による味付けをしたものが多く、煎餅を焼いて売る『煎餅屋』もみられる。
関東ではうるち米の粉を円盤状に加工して焼いた塩せんべい、関西では水溶きした小麦粉に甘味を加えて焼いた「瓦せんべい」が代表的である。
また、魚・えびなどを調味して薄く成形した菓子を指して言う場合もある。

## 語釈

### 表記
漢字では「煎餅」と表記するが、「餅」（ビン）という字は中国では主に小麦粉食品の総称をいう。また、「煎」（ジェン）は鉄板や鍋底で食物を焼くことを指す。

### 呼称
正倉院文書に含まれる天平9年（737年）の『但馬国正税帳』には「煎餅」の文字があり、別筆で「伊利毛知比」と添えられており「いりもちい」と呼ばれていた。ただし、正倉院文書には「煎平」｢前（煎ヵ）平｣「先并」と表記したものもあり、「せんべい」とも呼ばれていた。
略称としては「おせん（御煎）」という呼び方がある。昔、映画館などで休憩時間に売り子が「おせんにキャラメル」の呼び声で菓子を売り歩いた。
九州地方には「せんぺい」と称する商品がある（二○加煎餅、九十九島せんぺい、湯せんぺいなど）。この点については方言として山口県や九州地方では「せんぺい」、それ以北では「せんべい」という説があるほか、米を主原料にしているものを「せんべい」、小麦粉を主原料にしているものを「せんぺい」と区別しているなど諸説ある。
なお、沖縄県には、ちんびん（煎餅）という伝統菓子がある。黒砂糖を混ぜた小麦粉の生地をフライパンで焼いたもので、クレープのように柔らかく、日本の他地域の煎餅とは異なる。

## 歴史

### 中世
先述のとおり、天平9年（737年）の『但馬国正税帳』に「煎餅」の文字があるが、別筆で「伊利毛知比」と添えられており、大和ことばで「いりもちひ＝煎り餅」と呼ばれていたと考えられている。正倉院文書に見られるものについては諸説あるが、一説には茹でた生地をこねてから天日干しし、胡麻油を引いた土鍋で煎った後に水飴をかけて食していたのではないかとする説がある。
10世紀前半に成立した『和名類聚抄』によるとコムギ粉を油で熬（い）ったものであるとしている。

### 近世
江戸時代には江戸の市街で小麦粉を原料とする煎餅を売る店や露店があり、大田南畝は「まんじゅうせんべいはあまいもの」と記している。一方で『日葡辞書』の日本語版では「Xenbei 米を原料とした一種の聖体パンに似たもの」とあり、米を主原料とする煎餅も存在していた。

### 草加せんべい

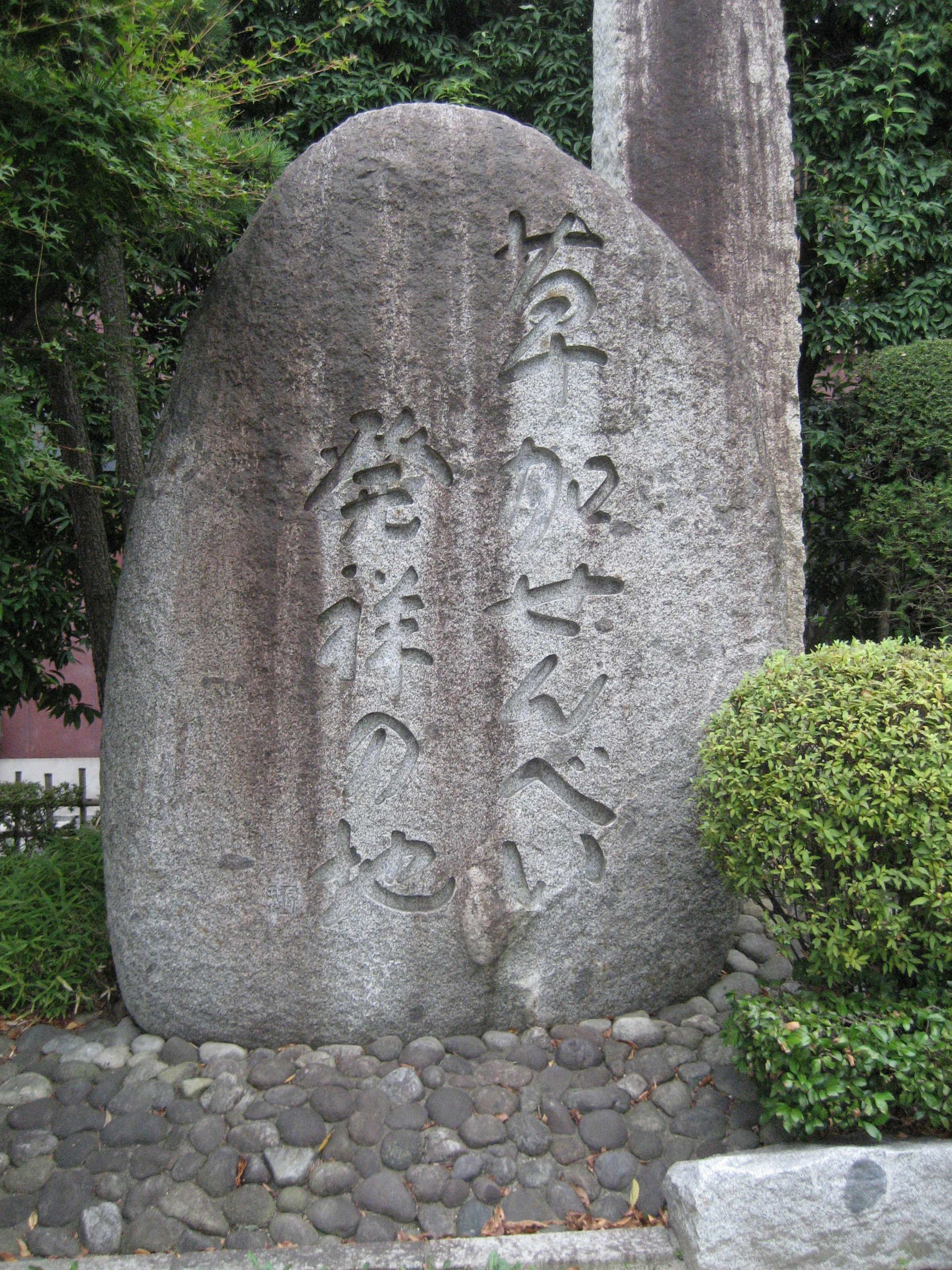
草加せんべい発祥の地の碑

草加市では、日光街道の2番目の宿場町だった草加宿（現在の埼玉県草加市）で団子屋を営んでいた「おせん」という老婆が、ある日、侍に「団子を平らにして焼いたらどうか」と言われて売り始めたのが起源であり、煎餅（せんべい）という名称は老婆の名前に由来する、という伝承がルーツとして語り継がれている。
草加宿一帯の農家では、蒸した米をつぶして丸め、干したもの（「堅餅」という）に塩をまぶして焼き、間食として食べていた。草加宿が日光街道の宿場町として発展したことに伴い、この塩味の煎餅が旅人向けの商品として売り出され、各地に広まった。その後、利根川沿岸（千葉県野田市）で生産された醤油で味をつけるようになり、現在の草加煎餅の原型となった。これは船によって江戸に伝えられ広まっていった。
他方で、日光街道草加松原の茶屋において売られていた団子を「焼き餅にして売ったらどうか」と提案されて売り出されたものが名物となった、という説もある。。

## 日本の主な煎餅

### 煎餅
米菓で煎餅類とされるもの

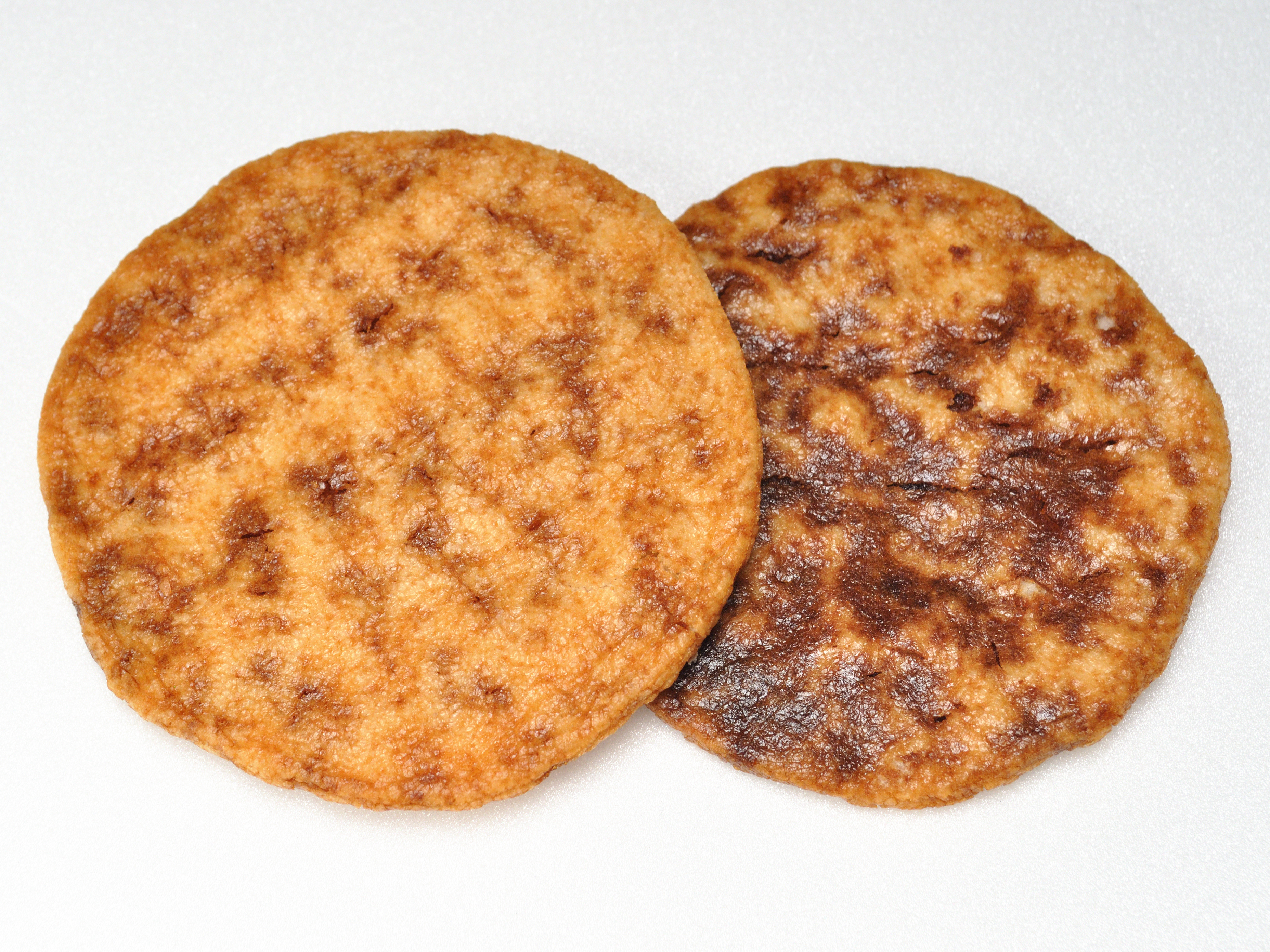
ぬれせんべい

- 塩煎餅・醤油煎餅 - 醤油を塗って焼いた煎餅のことも塩煎餅という。
- 激辛煎餅(東京都葛飾区青戸に本社を構える『神田淡平』発祥のとても辛い辛子煎餅。1986年度の流行語大賞にて『激辛』で銀賞を受賞。)
- ぬれせんべい（千葉県銚子市が発祥地であり、銚子電気鉄道などが販売している）
- 田子作煎餅
- 揚げ煎餅 - ぼんち揚、歌舞伎揚の商標で知られるうるち米を用いた丸いもののほか、綱揚げなど、餅米を用いたり、形状が異なるものもある
- ソフト煎餅・サラダ煎餅 - 塩味で餅米を用いた揚げ煎餅をこう呼ぶことがある。「サラダ」とは焼いたあとにサラダ油をからめている事から。
- オランダせんべい（山形県酒田市）
- おにぎりせんべい（おにぎりのように三角形をした煎餅）
- ソース煎餅
  - 小さいせんべいにソースで味付けをしたもの
  - 駄菓子の一つで、ソースやジャムなどを塗って食べるもの。露店で売られている事も多い。

### 甘味煎餅
- 八百津せんべい（岐阜県八百津町）
- 和歌浦煎餅

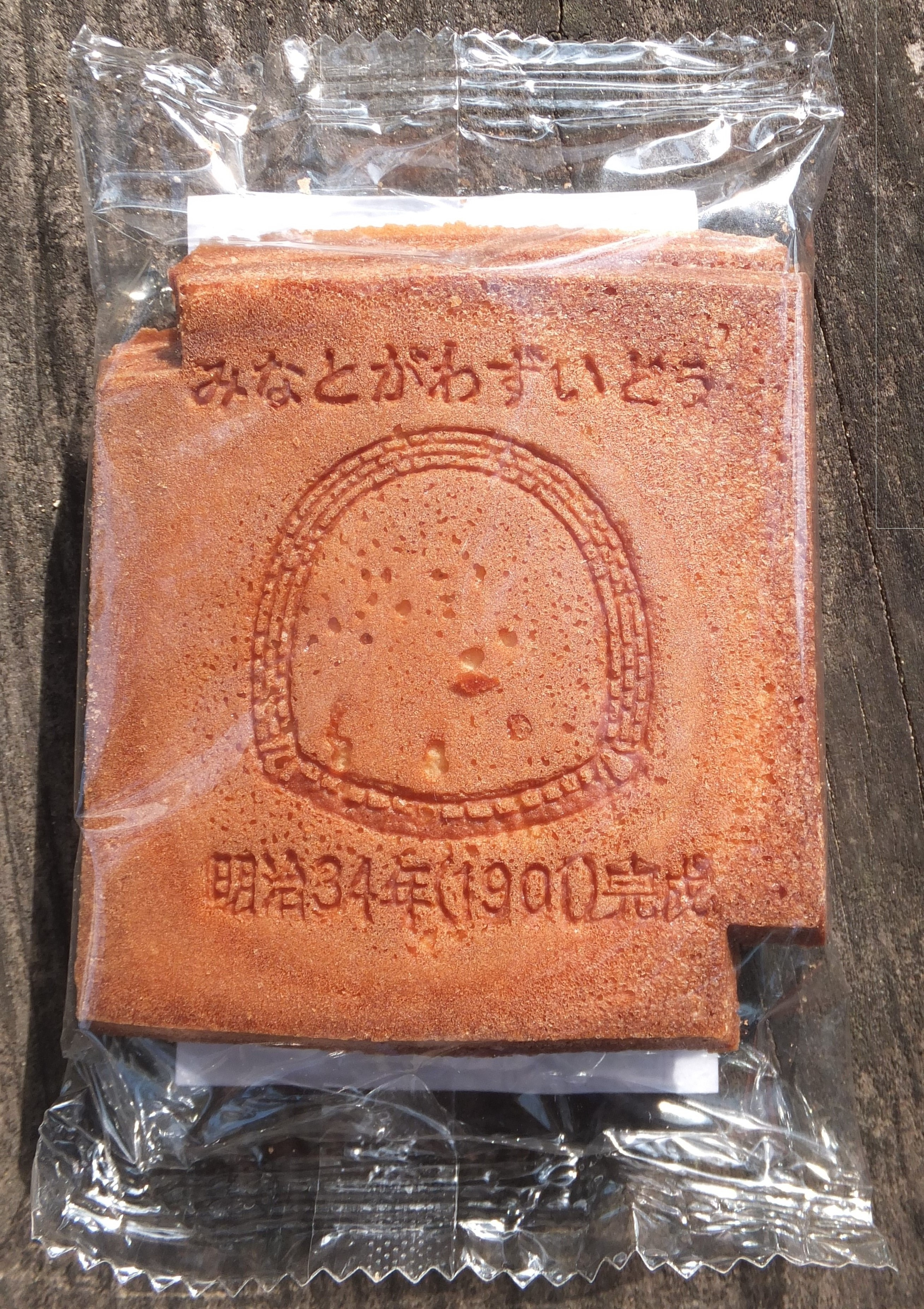
瓦せんべい

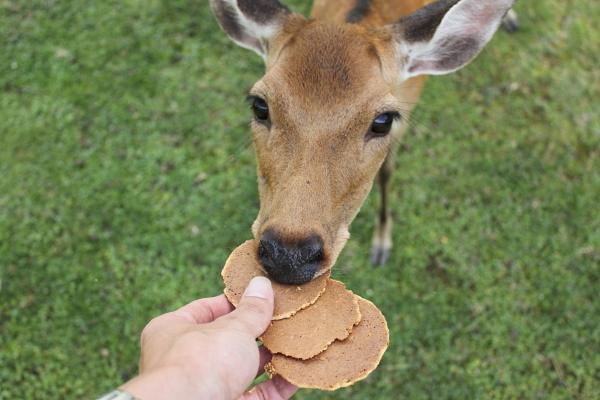
鹿せんべい

- 瓦せんべい（鶏卵煎餅）（香川県高松市） - 高松城の瓦にあやかったとされている。
- 巻煎餅（絹巻煎餅）-　有平糖を薄い煎餅で巻物のように巻いた餅　
- 炭酸せんべい（兵庫県有馬温泉） - カルルス煎餅や磯部煎餅（群馬県磯部温泉）、湯せんぺい（長崎県雲仙温泉）ともいう
- 八ツ橋
- 二◯加煎餅（福岡県福岡市）
- 九十九島せんぺい（長崎県佐世保市）
- オランダせんべい（北海道根室市）
- 鹿せんべい（奈良県奈良市） - 東大寺周辺で鹿のエサとして作られている。

- 福引煎餅 - 三重県中部で節分の際に食される。

### 小麦粉煎餅

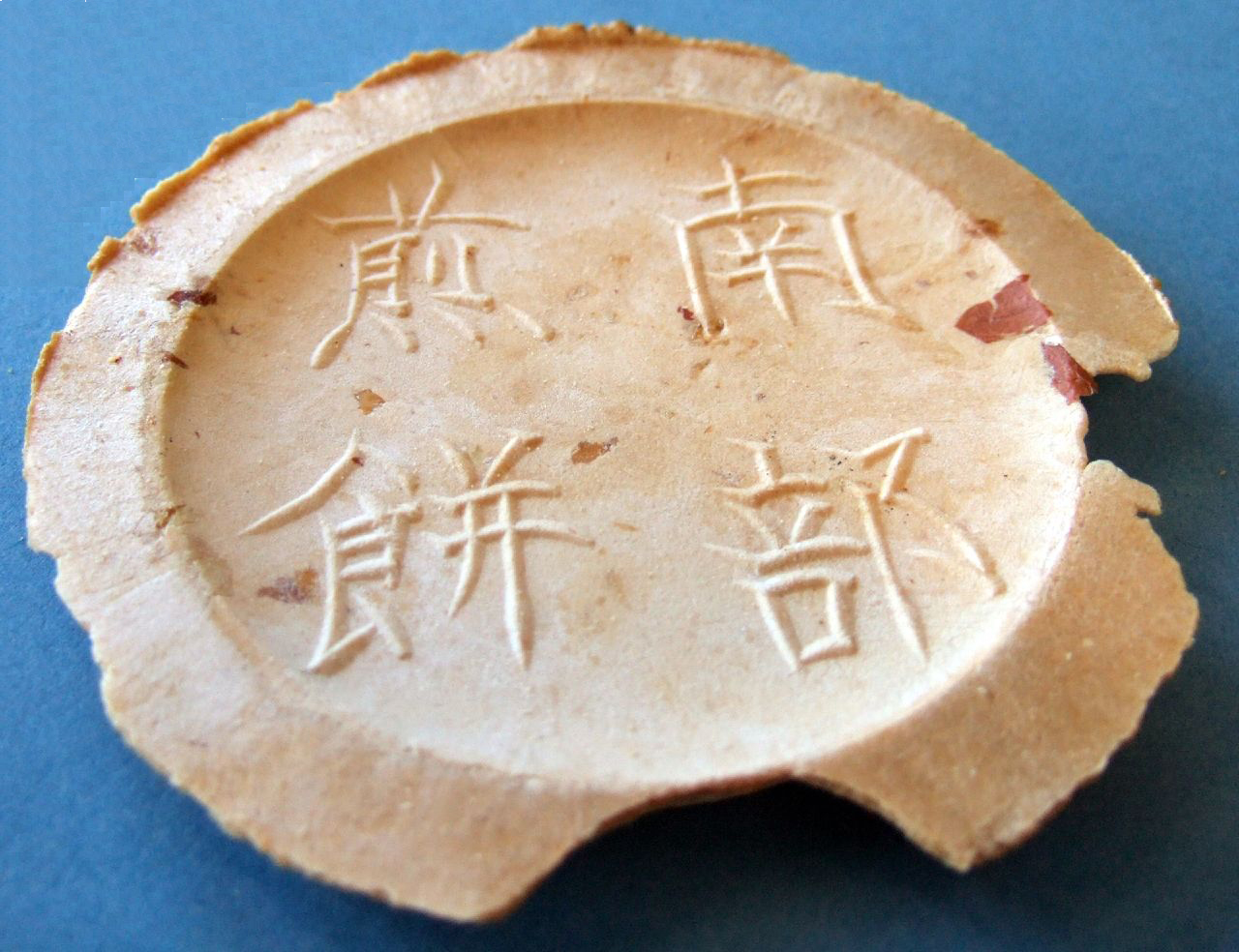
南部煎餅

- 南部煎餅 - 旧八戸藩地域に伝承の焼成煎餅。元々は保存食として作られた物で、甘くなく、揚げたり鍋に入れるなどして食卓に提供されてきた。（せんべい汁参照）変わり種に甘みを付け加えたものもある。
- 亀の子せんべい - 岩手県一関市に伝承の小麦粉生地を亀の甲羅の形にして胡麻飴を塗って焼いたもの。
- 牛乳煎餅 - 東京都大島町など。牛乳の風味を加えた甘い煎餅。
- かたやき - 三重県上野市など。

### 澱粉煎餅
- 海老煎餅
- 海老満月
- かっぱえびせん
- 蛸せんべい

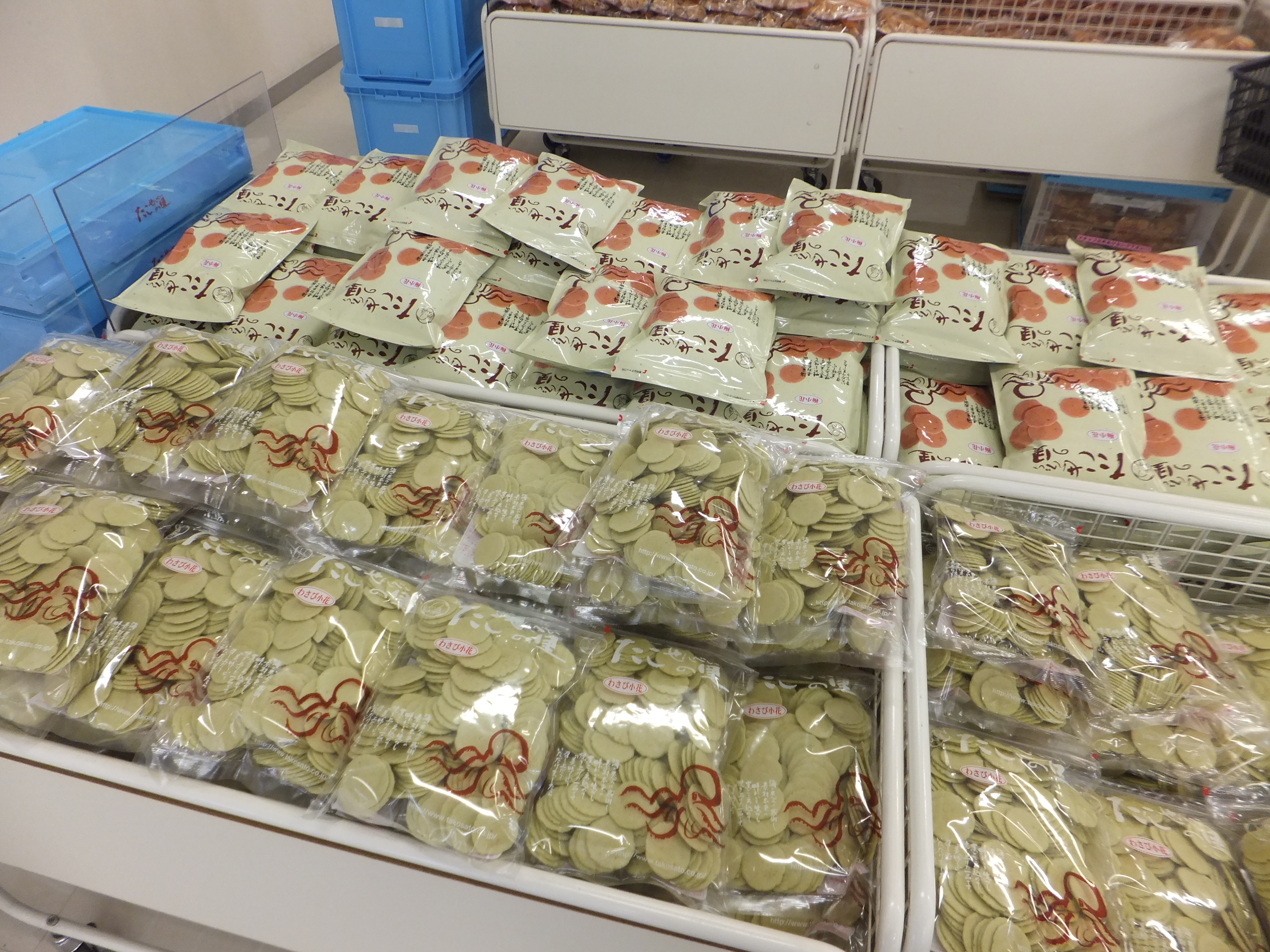
蛸せんべい

- あさりせんべい（愛知県田原市の菓子蔵せきなど）

### 煎餅ではないもの
- 青島せんべい - (宮崎県宮崎市)せんべいとはいってるが名前だけで実態はせんべいではなく、ゴーフレット
- 生せんべい（愛知県半田市） - 名前に「せんべい」と付くが半生菓子。